# Самозванец

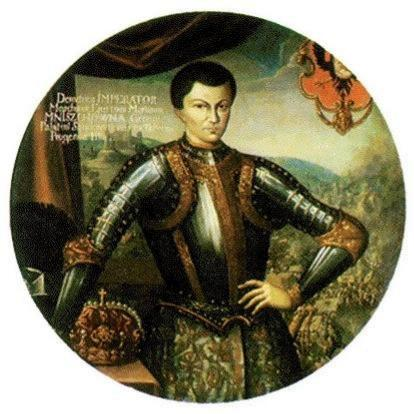
Лжедмитрий I — самый успешный из русских самозванцев,
портрет начала XVII в.

Самозва́нец, имперсона́тор — человек, выдающий себя за лицо, которым он не является, обычно в корыстных (мошенничество) или политических целях.

## История
Самозванцы могут выдавать себя за реального (живого или покойного) человека: так, четыре Лжедмитрия выдавали себя за погибшего царевича Дмитрия Ивановича, а Ламберт Симнел в Англии XV века — за графа Уорика, находившегося в заключении племянника Эдуарда IV. Нередко бывают случаи, когда люди выдают себя за лицо, никогда не существовавшее: обычно это дети или иные родственники каких-либо знаменитостей (литературный символ — «тридцать сыновей лейтенанта Шмидта» в «Золотом телёнке» Ильфа и Петрова). Например, Илейко Муромец во время Смутного времени выступал в образе «Петра Фёдоровича», вымышленного сына царя Фёдора.
Лица, становящиеся объектом самозванства — это люди, пользующиеся влиянием, известностью и интересом в то время и в том обществе, когда действуют самозванцы. В прошлом (со времён Древней Персии и до XX века) это были преимущественно царственные особы и их родственники. Особую политическую роль самозванчество приобрело в России: череда Лжедмитриев в Смутное время, а полтора с лишним века спустя выдававший себя за Петра III Емельян Пугачёв добились значительных успехов и ввергли страну в состояние кризиса; на эти выдающиеся случаи приходятся сотни менее известных «крестьянских» и «казачьих» царей. Во все времена люди выдавали себя за тех или иных аристократов меньшего ранга, влиятельных чиновников.
В предромантическую и романтическую эпоху (XVIII—XIX века) немало европейцев-авантюристов выдавали себя за представителей тех или иных экзотических народностей: так, француз, известный в Англии под именем Джордж Салманазар, объявил себя уроженцем Формозы и написал вымышленное этнографическое описание этого острова и даже грамматику формозского языка, а княжна Тараканова иногда рекомендовалась в Европе персидской (или турецкой) принцессой. В начале XIX века в Англии Мэри Уилкокс выдавала себя за азиатскую «принцессу Карабу» и, подобно Салманазару, выдумала язык, письменность и обычаи этой небывалой страны.
В новейшее время самозванцы стали принимать облик известных актёров театра и кино, певцов, спортсменов. С развитием фотографии и телевидения подобный обман затрудняется.

### Определение
От самозванства надо отличать случаи, когда человек обманом убеждён (например, с детства) другими людьми в своём происхождении, и сам в это искренне верит. Некоторые историки считают, что Лжедмитрий I мог искренне считать себя царевичем Дмитрием; аналогичные утверждения делались и относительно Анны Андерсон, самой известной самозванки, выдававшей себя за великую княжну Анастасию Николаевну.

## Известные самозванцы

### Самозванцы древности
- Лжебардия I (Гаумата) — выдавал себя за убитого сына Кира Великого, Смердиса (Бардию), захвативший власть в Персии и правивший страной в течение семи месяцев.
- Нидинту-Бел — выдавал себя за сына последнего вавилонского царя Набонида и стал царствовать в течение трёх месяцев под именем Навуходоносора III.
- Лжебардия II (Вахьяздат) — выдавал себя за убитого сына Кира Великого.
- Фравартиш — объявил себя потомком мидийского царя Киаксара и короткое время контролировал Мидию под именем царя Хшатрита.
- Араха — выдавал себя за сына последнего вавилонского царя Набонида и короткое время контролировал Вавилон под именем Навуходоносора IV.
- Андриск — выдавал себя за Филиппа, сына последнего царя Македонии Персея.
- Лже-Нероны, их было как минимум три.
- Александр I Балас — претендент на трон Селевкидов.
- Ороферн[англ.] — выдавал себя за каппадокийского царевича (160—156 до н. э.).

### Лжемессии и Лжехристы
Были в истории люди, выдававшие себя за долгожданного в иудейском мире Машиаха, или за второе пришествие Иисуса Христа.

### Самозванцы Европы

#### Великобритания
- Лже-Маргарет — якобы Маргарет Норвежская Дева, королева Шотландии (умерла в 7 лет).
- Кэд, Джек — выдавал себя за Джона Мортимера, побочного сына последнего графа Марчского
- Уорбек, Перкин — выдавал себя за сына Эдуарда IV
- Симнел, Ламберт — выдавал себя за графа Уорика, находившегося в заключении племянника Эдуарда IV
- Салманазар, Джордж — выдавал себя за уроженца острова Формоза, ныне — Тайвань
- Принцесса Карабу — выдавала себя за принцессу из далеких стран (XIX в).
- Лавиния Ривз[англ.] — объявила, что принадлежит к королевскому дому (XIX в.)

#### Франция
- Псевдо Иоанны I
- Жанна де Армуаз — выдавала себя за Жанну д’Арк
- Брюно, Матюрен — выдавал себя за дофина Луи Бурбона (Людовика XVII), умершего в Тампле в 10 лет
- Наундорф, Карл Вильгельм — аналогично
- Эрваго, Жан-Мари — аналогично
- Эбер, Анри Этельберт Луи Виктор — аналогично

#### Португалия
- Лже-Себастьян I («Король Пенамакора») — подлинное имя неизвестно. Выдавал себя за короля Португалии Себастьяна I, погибшего во время Крестового похода в Африку.
- Лже-Себастьян II — аналогично. Подлинное имя Матеуш Альвареш.
- Лже-Себастьян III — аналогично. Подлинное имя Габриэль де Эспинос[1].
- Лже-Себастьян IV — аналогично. Подлинное имя Марко Тулио Катицоне[2].

#### Прочее
- Сверрир Сигурдссон, захватил престол Норвегии
- Сигурд Слембе — претендент на трон Норвегии
- Тиль Колуп — выдавал себя за императора Фридриха II.
- Дальюнкер — неизвестный, выдававший себя за сына шведского регента Стена Стуре. Историки не пришли к окончательному согласию о его подлинной личности.

### Самозванцы Византии
- Лже-Константин (Фома) — выдавал себя за императора Константина VI.
- Лже-Михаил — выдавал себя за свергнутого императора Михаил VII Дука[3].
- Лже Константин Диоген — выдавал себя за старшего сына свергнутого императора Романа IV Константина Диогена[4][5].
- Лже Лев Диоген — выдавал себя за младшего сына Романа IV Льва Диогена[4].
- Лжецаревич Василий — сын лже-Льва Диогена, претендовавший на Византийский престол в 1116—1119 гг[4].
- Лже-Алексеи — как минимум трое самозванцев, выдававшие себя за убитого Алексея II Комнина.
- Лже-Иоанн — выдавал себя за свергнутого и ослепленного императора Иоанна IV Ласкариса[6].

### Самозванцы России

#### Смутное время
- Лжедмитрий I — выдавал себя за царевича Дмитрия таинственно погибшего в Угличе в 1591 г.
- Самборский Лжедмитрий (Михаил Молчанов) — короткое время выдавал себя за спасшего царя Лжедмитрия I.
- Лже-Пётр Фёдорович (Илейка Муромец) — выдавал себя за царевича Петра, несуществовавшего сына царя Фёдора Ивановича («подмененного» вскоре после рождения царевны Феодосией).
- Лже-Пётр Фёдорович — самозванец неизвестного происхождения, выдававший себя за царевича Петра и, соответственно за чудом спасшегося Илейку Муромца[7][8].
- Лжецаревич Иван Август — также в 1607—1608 гг. выдавал себя за сына царя Ивана IV от Анны Колтовской.
- Лжецаревич Осиновик — в 1608 г. выдавал себя за сына царевича Ивана Ивановича, то есть за внука Ивана Грозного.
- Лжецаревич Лаврентий — в 1607—1608 гг. выдавал себя за сына царя Федора Иоанновича.
- Лжедмитрий II (тушинский «вор», калужский «вор») — выдавал себя за чудом спасшегося от козней бояр Лжедмитрия I.
- Лжецаревич Фёдор — в 1607 г. выдавал себя за сына царя Фёдора Иоанновича.
- Лжецаревичи Мартын, Клементий, Семен, Савелий, Василий, Ерошка, Гаврилка — выдавали себя за детей Фёдора I Иоанновича.
- Лжедмитрий III (ивангородский «вор», псковский «вор») — выдавал себя за чудом спасшегося Лжедмитрия II.
- Лжедмитрий IV (астраханский «вор») — предположительно также выдавал себя за чудом спасшегося Лжедмитрия II[9].
- Лжецаревич Иван Дмитриевич («ворёнок») — сын Лжедмитрия II и Марины Мнишек, претендовавший на Российский престол в 1610—1614 гг.

#### Царствование Михаила Федоровича
- Лже-Ивашка I — около 1614 года был провозглашён чудом спасшимся царевичем Иваном Дмитриевичем, сыном Лжедмитрия II и Марины Мнишек. Подлинное имя Ян Фаустин Луба[10].
- Лже Симеон Шуйский — выдавал себя за не существовавшего сына царя Василия IV Шуйского царевича Симеона. Действовал в Польше в 1639—1640 годах[11].
- Лже Симеон Шуйский — аналогично выдавал себя за никогда не существовавшего сына Василия IV. Объявился в Молдавском княжестве в 1639 году[11].
- «Московский царевич» — объявился в Астрахани в 1641 году. Подлинное имя — Мануил Сеферов по прозвищу Дербинский. Неизвестно, за кого выдавал себя самозванец. Предположительно, за очередного сына Лжедмитрия II и Марины Мнишек царевича Ивана Дмитриевича. По другой версии за царевича Симеона Шуйского[12].

#### Царствование Алексея Михайловича
- Лже Иван Шуйский (Анкудинов Тимофей Дементьевич) — выдавал себя за несуществовавшего сына царя Василия IV Шуйского царевича Ивана Шуйского. Появился ещё при царствовании Михаила Фёдоровича
- Лже-Ивашка II — объявился в Крыму около 1640 г. Подлинное имя Иван Вергунёнок. Объявился ещё во время царствования Михаила Фёдоровича.
- «Царевич Иван Дмитриевич» — очередной самозванец неизвестного происхождения, выдававший себя за сына Лжедмитрия II и Марины Мнишек. Объявился в Москве между 1645 и 1676 гг[13].
- Лже Алексей Алексеевич («Нечай») — самозванец неизвестного происхождения, выдававший себя за цесаревича Алексея Алексеевича во время восстания Разина в 1670—1671 годах[13].
- Лже Алексей Алексеевич — аналогично. На самом деле являлся дворянским сыном Иваном Клеопином[13].
- Лже Симеон Алексеевич (Семён Иванович Воробьёв) — выдавал себя за сына царя Алексея Михайловича царевича Симеона Алексеевича.

#### При прочих Романовых
- Лжецаревич Алексей Петрович — как минимум восемь самозванцев, выдававших себя за сына императора Петра I.
- Лжецарь Иван V Алексеевич (Ивашка Попов) — выдавал себя за умершего царя Ивана V.
- Лжецаревич Фёдор Иванович (Фёдор Иванов) — выдавал себя за несуществовавшего сына царя Ивана V.
- Лжецаревич Пётр Петрович (Ларион Стародубцев) — выдавал себя за сына Петра I.
- Луи Петрович — выдавал себя за сына царевича Алексея Петровича.[14]
- Карасакал — выдавал себя за сына джунгарского хана, лишённого братом престола, поднимал в 1735—1741 годах ряд мятежей среди башкир и киргизов; провозглашён в 1738 башкирским ханом («Султан-Гирей»); в 1741 году, разбитый в Джунгарии, пропал без вести.
- Лжеимператор Пётр III Федорович — около сорока самозванцев, выдававших себя за свергнутого императора Петра III, самых выдающихся успехов среди которых добились Стефан Малый и Емельян Пугачёв.
- Княжна Тараканова — выдавала себя за дочь императрицы Елизаветы.
- Безымянный — заключённый тюрьмы в крепости Кексгольм, содержавшийся в атмосфере строгой тайны. Отождествляется с Иваном Пакариным, выдававшим себя за сына или зятя Екатерины II.
- Тимофей Кудилов — кременчугский мещанин, выдававший себя за императора Ивана VI.[15]
- Иван Тревогин — находясь в Париже, выдавал себя за наследника престола вымышленного Голкондского царства.
- Лже-Константин — как минимум шесть самозванцев, выдававших себя за сына Павла I великого князя Константина.

#### Самозванцы XX и XXI века
Первая мировая война привела к появлению самозванок, выдававших себя за великих княжен Ольгу и Татьяну. Цель самозванчества был сбор денег, так как из официальной пропаганды было известно, что обе великие княжны трудятся сёстрами милосердия. Кандидат исторических наук Владислав Аксёнов назвал двух самозванок, разоблаченных в 1915 году (об обеих писали газеты того времени):
- Елизавета Базарнова — выдавала себя за великую княжну Ольгу Николаевну и в одежде сестры милосердия собирала пожертвования на военные нужды. Базарнова заранее отправляла в сельские управы телеграммы о высочайшем визите, но в мае 1915 г. была арестована в колонии немецких переселенцев Голом Карамыше;
- Елена Романова — выдавала себя за великую княжну Татьяну Николаевну, посещала лазареты.

После убийства Николая II и его семьи в 1918 году появилась обширная категория самозванцев, выдавших себя за чудом спасшихся членов царской семьи. Самозванцы выдавали себя за выживших дочерей российского императора Ольгу, Марию, Татьяну, Анастасию, а также за царевича Алексея. Всего насчитывается около 230 самозванцев.

#### Другие европейские самозванцы
- Алексис Бримейер[англ.] (англ. Alexis Brimeyer) — «принц Анжуйский Дураццо Романов Долгорукий де Бурбон-Конде»
- Майкл Роджер Лафосс[англ.] (англ. Michel Roger Lafosse) — претендент на трон Шотландии, как потомок линии Стюартов (см. Джеймс Фрэнсис Эдуард Стюарт), лишенной трона, официально считающейся вымершей с 1807 года.
- Эухенио Ласкорз[англ.] (англ. Eugenio Lascorz) — житель Испании, объявивший себя наследником Палеологов
- Хильда Толедано[англ.] (англ. Hilda Toledano) — якобы дочь Карлуша I Португальского
- Пьер Плантар (англ. Pierre Plantard) — объявивший себя наследником Меровингов
- Кристиан Карл Герхартсрайтер[англ.] (англ. Christian Karl Gerhartsreiter) — живший в США около 30 лет под различными именами, в последнее время выдававший себя за наследника династии Рокфеллеров[17]
- Энтони Жиньяк — американский аферист и мошенник, объявивший себя принцем Саудовской Аравии.

### Самозванцы Востока
- Убайдаллах — предположительно
- Ходзё Соун (настоящее имя Исэ Синкуро) — самозванец, объявивший себя аристократом из дома Ходзё (чтобы замять убийство своего сюзерена, чьи владения он захватил), впоследствии, чтобы перестать быть самозванцем, женился на дочери дома Ходзё, таким образом, став основателем нового дома Ходзё (Го-Ходзё).
- Султан Яхья — самозванец, выдававший себя за сына Мехмеда III. По-видимому, сам искренне верил в это.

## Видео
- Васецкий Н. А., доктор исторических наук, профессор Современной гуманитарной академии. Телеканал СГУ ТВ: Времена, события, люди (эфир от 28.05.2011) (В этой передаче подводятся итоги «деятельности» самозванцев в России в разные времена. Насколько актуально самозванство в наши дни?)